# رودخانه مائوسام
رودخانه مائوسام (به انگلیسی: Mausam River) یک رودخانه در بخش ناشیک در ماهاراشترا، هند است. این رود شاخه ای از سمت چپ رودخانه گیرنا محسوب می‌شود.

## دوره
رودخانه مائوسام واقع در گهات غربی، بالاتر از روستای گلواد، باگلان تالوکا، در شمال منطقه ناشیک، درست در جنوب مرز با منطقه دوله واقع است.

## ارجاعات
1. ↑  Mosam River (Approved) در سرور تحت شبکه نام‌های جغرافیایی, United States National Geospatial-Intelligence Agency
2. ↑  Dhulia, India, Sheet NF 43-14 (topographic map, scale 1:250,000), Series U-502, United States Army Map Service, September 1956